# Cometes apicalis
Cometes apicalis är en skalbaggsart som beskrevs av Waterhouse 1880. Cometes apicalis ingår i släktet Cometes och familjen långhorningar. Inga underarter finns listade i Catalogue of Life.